# 벌새나무
벌새나무(학명: Sesbania grandiflora 세스바니아 그란디플로라[*])는 콩과의 소교목이다. 원산지는 인도네시아, 브루나이, 필리핀 등 해양 동남아시아 지역 및 오스트레일리아 북부이며, 동남아시아와 남아시아에서 널리 재배된다.

## 이용
벌새꽃(베트남어: hoa so đũa 호아 소두어[*], 태국어: ดอกแค 독 캐[*], 말레이어·인도네시아어: bunga turi 붕아 투리[*], 일로코어: katuday 카투다이, 싱할라어: කතුරු මුරුංගා මල 카투루 무룽가 말라)과 벌새잎(싱할라어: කතුරු මුරුංගා කොළ 카투루 무룽가 콜라) 모두 채소로 이용된다. 베트남, 라오스, 태국, 인도네시아, 필리핀 등 동남아시아 지역과 몰디브, 스리랑카 등 남아시아 지역에서 꽃을 수확해 채소로 이용한다.

## 사진

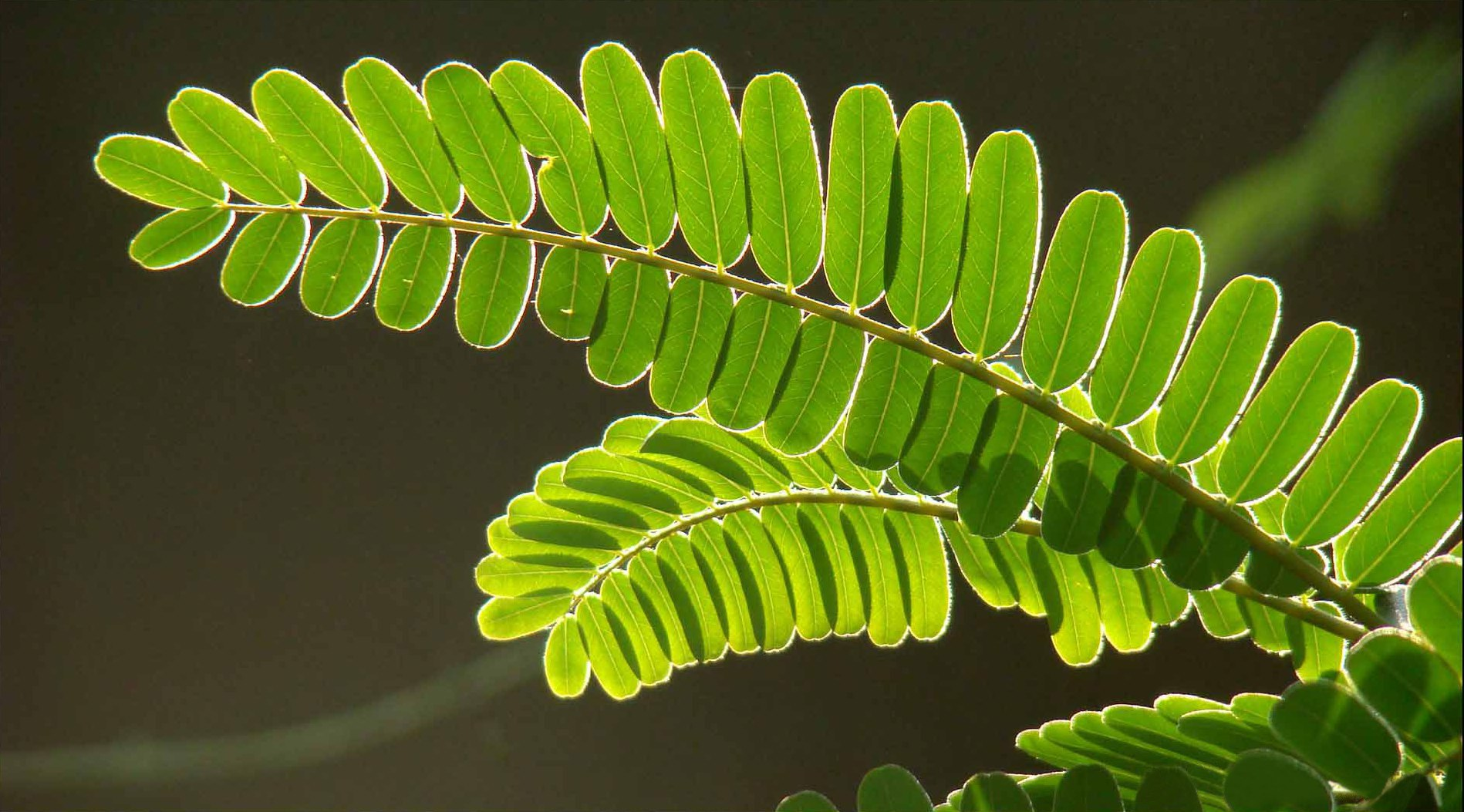
잎
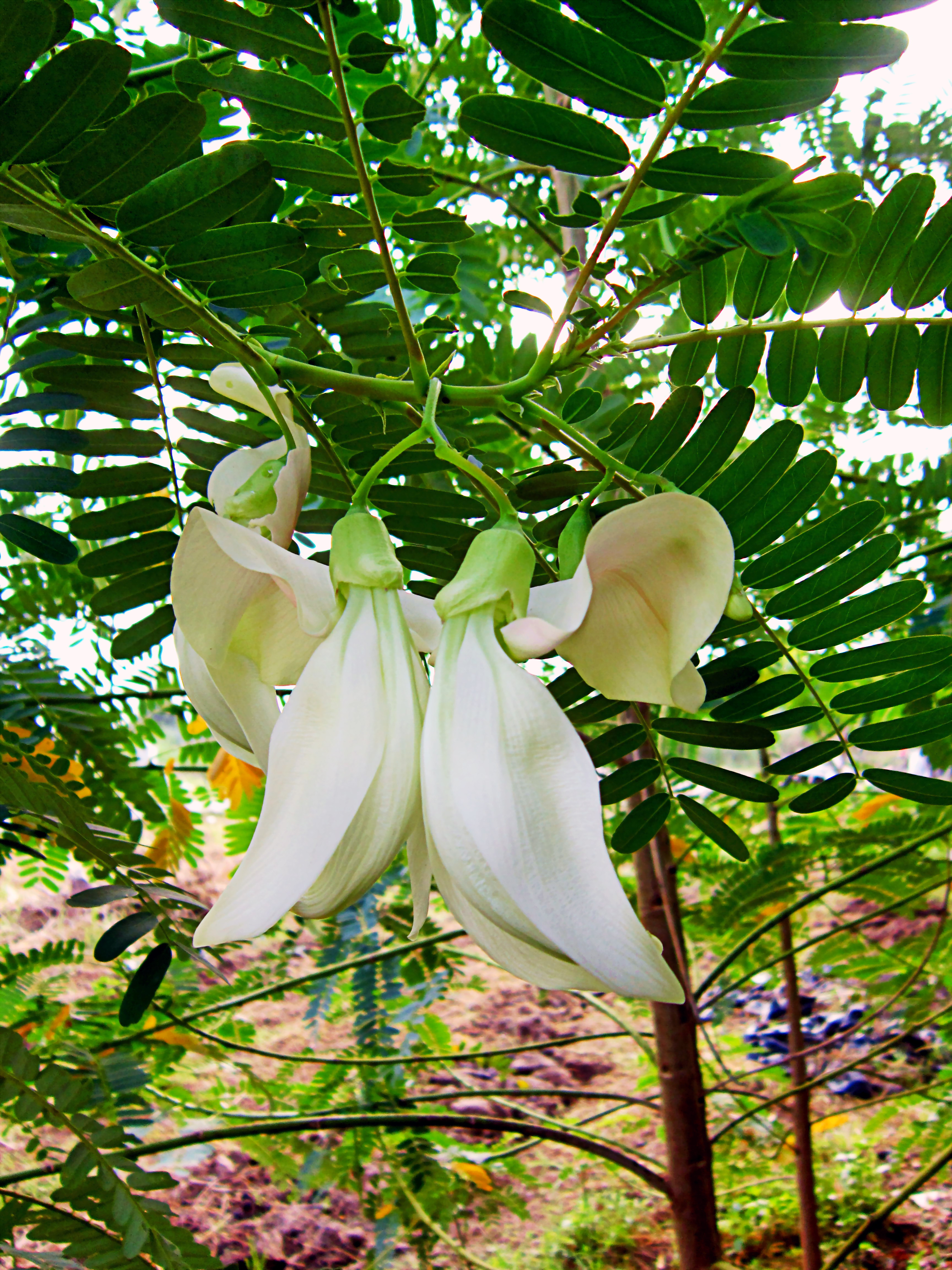
흰 꽃
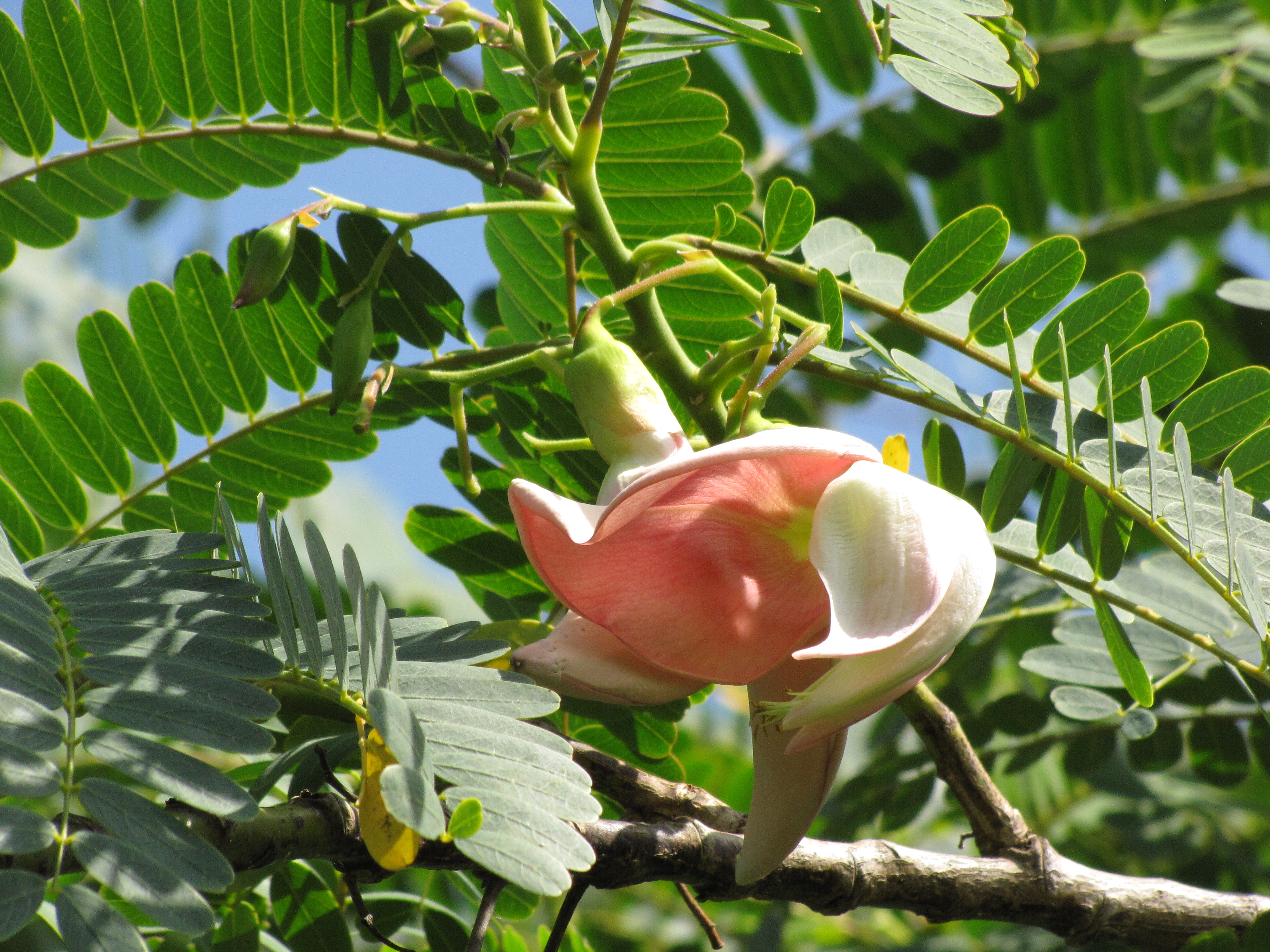
분홍 꽃
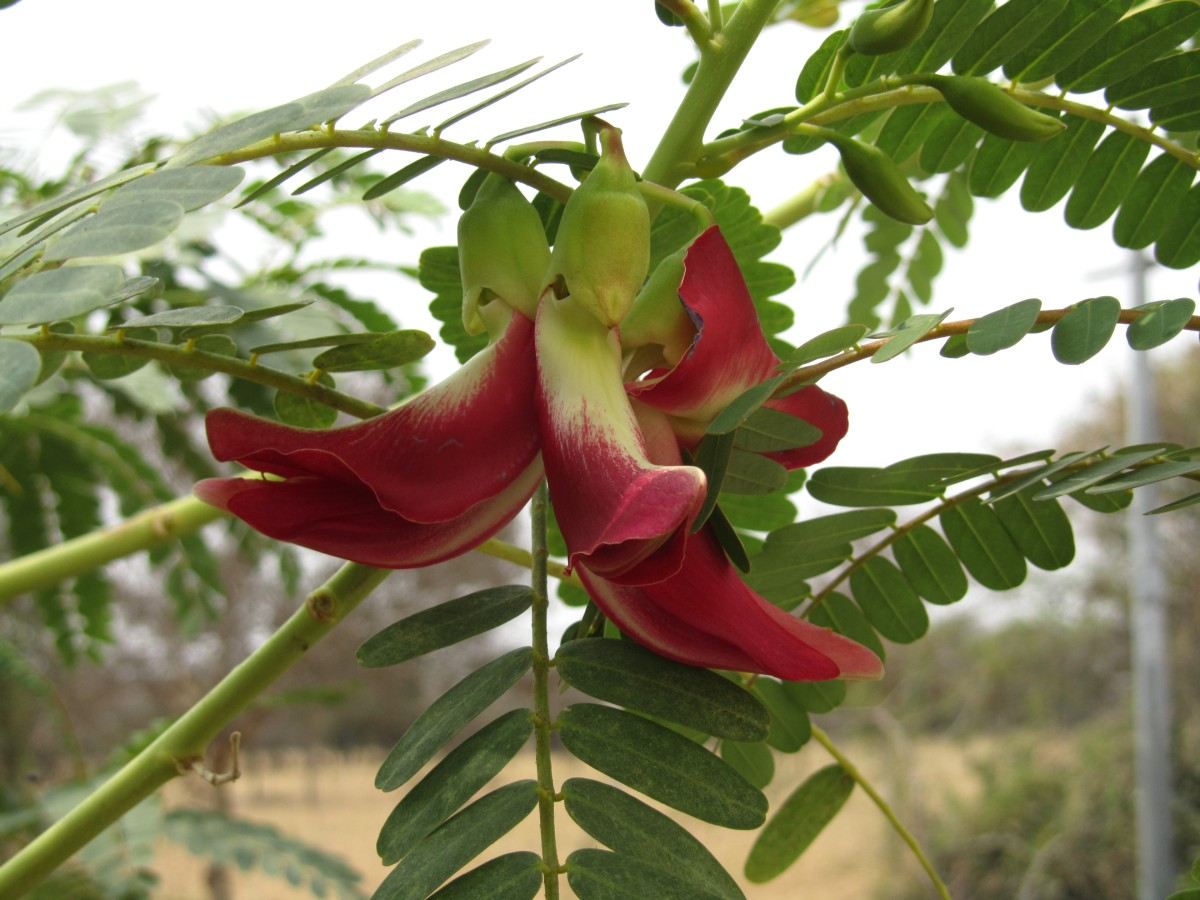
붉은 꽃
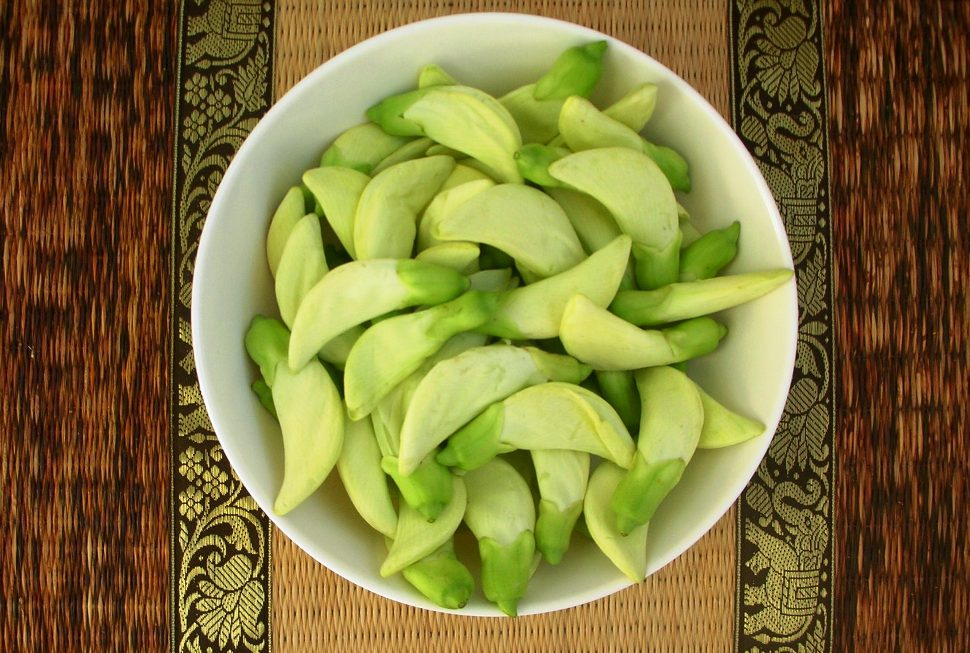
수확한 벌새꽃